# قلعلي كوز أحمد باشا
قلعلي كوز أحمد باشا (بالتركية: Kalaylıkoz Hacı Ahmed Paşa)‏ كان الصدر الأعظم للدولة العثمانية في الفترة ما بين 28 أكتوبر 1704 حتى 25 ديسمبر 1704.  تولى منصب قبطان باشا البحرية العثمانية (أدميرال). 

## أنظر أيضا
- قائمة قباطين البحر العثمانيين.
- قائمة الصدور العظام للدولة العثمانية.